# پراگرسیو رپ
پراگرسیو رپ (انگلیسی: Progressive rap) یا پراگرسیو هیپ هاپ، زیرژانر وسیعی از موسیقی هیپ هاپ است که هدف آن، پیشرفت هیپ هاپ از لحاظ مضمون با ایده‌های تحول‌آفرین در جامعه و از نظر موسیقی، تجربه‌گرایی در سبک‌ها است. این زیرژانر در طول دههٔ ۱۹۸۰ و ۱۹۹۰ از طریق هنرمندان نوآورانهٔ هیپ هاپ در ایالات متحده به وجود آمد. همچنین در نقاط مختلف با عنوان هیپ هاپ آگاهانه، زیرزمینی و آلترناتیو شناخته شده‌است.